# Volby do Evropského parlamentu ve Švédsku 2004
Volby do Evropského parlamentu ve Švédsku 2004 se ve Švédsku uskutečnily v neděli 13. června v rámci celoevropských voleb do Evropského parlamentu. Během let 2004–2009 mělo v Evropském parlamentu Švédsko 19 zástupců (oproti 22 zástupcům v předchozím období). 
Z těchto 19 mandátů získala Švédská sociálně demokratická strana dělnická 5 mandátů, konzervativně-liberální Umírnění 4 mandáty, Levicová strana 2 mandáty, Liberální lidová strana 2 mandáty, Strana zelených 1 mandát, Křesťanští demokraté 1 mandát a Strana středu 1 mandát. Nově vzniklá strana Junilistan získala 3 mandáty. Jiné strany čtyřprocentní hranici potřebnou pro vstup do EP nepřekonaly. 

## Výsledky
Volební účast byla 37,85 %.
| Název                   | Strana v EP | Počet hlasů | %     | +/-   | Mandátů | +/- |
| ----------------------- | ----------- | ----------- | ----- | ----- | ------- | --- |
| Sociální demokraté      | PES         | 616,963     | 24,56 | -1,43 | 5       | -1  |
| Umírněná strana         | EPP         | 458,398     | 18,25 | -2,50 | 4       | -1  |
| Junilistan              | EUD         | 363,472     | 14,47 | nová  | 3       | +3  |
| Levicová strana         | NGLA        | 321,344     | 12,79 | -3,03 | 2       | -1  |
| Liberální lidová strana | ELDR        | 247,750     | 9,86  | -3,99 | 2       | -1  |
| Strana středu           | ELDR        | 157,258     | 6,26  | +0,27 | 1       | 0   |
| Strana zelených         | EGP         | 149,603     | 5,96  | -3,53 | 1       | -1  |
| Křesťanští demokraté    | EPP         | 142,704     | 5,68  | -1,96 | 1       | -1  |
| Švédští demokraté       | -           | 28,303      | 1,13  | +0,8  | 0       | 0   |
| Ostatní                 |             |             |       |       | 0       | 0   |